# Lenguas de Indonesia
Indonesia tiene más de 700 lenguas vivas, alrededor del 10% de los idiomas del mundo, siendo la segunda nación con mayor diversidad lingüística después de Papúa Nueva Guinea. La mayoría de las lenguas son austronesias, pero en el este se hablan más de 270 lenguas papúes. El javanés es el idioma más hablado como lengua materna.
- Las principales lenguas de Indonesia son: 
  - Idioma indonesio o Bahasa Indonesia
  - Idioma malayo o Bahasa Melayu / Bahasa Malaysia
  - Idioma javanés o Bahasa Jawa (también Bahasa Jawi)
  - Idioma sondanés o Bahasa Sunda
  - Idioma balinés o Bhāṣa Bali / Basä Bali
  - Idioma batavia o Bahasa Betawi
  - Idioma madurés o bhâsa Madhurâ
  - Idiomas de signos:
    - Lengua de signos malaya o Bahasa Isyarat Malaysia y código gestual malayo o Bahasa Malaysia Kod Tangan Bahasa

## Lengua nacional
El idioma oficial de Indonesia es el indonesio, es la lengua franca para la mayoría de la población, también es la forma estándar del malayo en este país. El léxico indonesio a menudo se toma prestado de lenguas regionales de Indonesia como el javanés, el sondanés y el minangkabau, así como de lenguas extranjeras como el neerlandés, el sánscrito, el portugués, el árabe y recientemente del inglés. El indonesio se utiliza principalmente con fines comerciales, administrativos, educativos y mediáticos, por lo que casi todos los indonesios lo hablan con diferentes niveles de habilidad. La mayoría de los indonesios también hablan otros idiomas en su vida diaria, siendo el javanés el más hablado. Esto hace que el multilingüismo sea algo natural en Indonesia. El indonesio (anteriormente conocido como Indisch-taal en holandés) se estableció oficialmente en 1928.

## Lenguas regionales

Los principales grupos etnolingüísticos de Indonesia

El indonesio es la lengua nacional de Indonesia y más del 94% de la población habla indonesio, pero es la lengua materna de sólo el 20% de la población  y las lenguas indígenas se reconocen a nivel regional, aunque las políticas varían de una región a otra. El javanés es la lengua indígena más hablada y los hablantes nativos constituyen el 30% de la población total de Indonesia. Los hablantes de javanés se encuentran predominantemente en las partes central y oriental de Java, y también hay un número considerable en la mayoría de las provincias. Otros idiomas regionales más hablados en el país son el sondanés, el malayo local, el madurés, el minangkabau, el batak, el toba, el karo, el mandailing, el simalongan, etc. Existe un sentido nacional de indonesia junto con fuertes identidades regionales.

## Lenguas extranjeras
Chino
El idioma chino en Indonesia tiene una presencia significativa debido a la comunidad de origen chino que ha estado presente en el país durante siglos. 
Cuatro grandes grupos de habla china están representados en Indonesia: Hokkien, Mandarín, Hakka y Cantonés. Además de estos, el pueblo Teochew habla su propio dialecto que tiene cierto grado de inteligibilidad mutua con el Hokkien. Sin embargo, las distinciones entre ambos se acentúan fuera de sus regiones de origen.  Se estimaba que en 1982 había en Indonesia 2,2 millones de hablantes nativos de diversas variedades de chino
El uso y la preservación del idioma chino en Indonesia varían entre las diferentes generaciones de chino-indonesios. Las generaciones más jóvenes pueden tener un nivel de competencia más bajo en el idioma chino. Muchos de los chinos que viven en la capital, Yakarta , y otras ciudades ubicadas en Java no dominan el idioma chino, debido a la prohibición del idioma chino, pero aquellos que viven en ciudades fuera de Java, especialmente en Sumatra y Kalimantan, pueden hablar chino y sus dialectos con fluidez. 
Español
El español no es un idioma ampliamente hablado. Aunque el español no tiene un estatus oficial en Indonesia, se enseña en algunas escuelas y universidades como el Instituto Cervantes de Yakarta creada por España en 1991. Sin embargo, el número de personas que hablan español en Indonesia es relativamente limitado, y su uso se limita principalmente a contextos académicos, turísticos o comerciales específicos.
En ciudades más grandes como Yakarta y Bali, donde hay una mayor presencia de turistas y expatriados, es posible encontrar algunos servicios y establecimientos que ofrecen información en español o empleados que hablan el idioma para atender a los visitantes que lo hablan.
Neerlandés

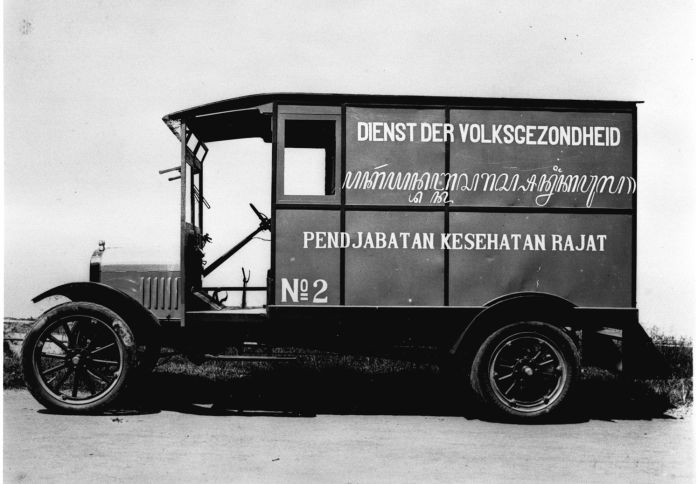
El uso del neerlandés, javanés y malayo en Java, Indias Orientales Neerlandesas

El idioma neerlandés, también conocido como holandés, tiene una historia significativa en Indonesia debido al pasado colonial de los Países Bajos en la región. Durante más de tres siglos, desde el siglo XVII hasta mediados del siglo XX, Indonesia fue una colonia de los Países Bajos.
Durante este período colonial, el neerlandés se convirtió en el idioma de la administración, la educación y la élite gobernante. Se utilizó como idioma oficial y de prestigio, y fue requerido en la mayoría de las instituciones gubernamentales y educativas. El neerlandés también se utilizó en los negocios y el comercio, y muchos indonesios adinerados o con conexiones políticas aprendieron el idioma para acceder a oportunidades y ascender socialmente.
Sin embargo, después de la independencia de Indonesia en 1945, el neerlandés perdió su estatus oficial y su influencia disminuyó significativamente. El gobierno indonesio promovió el uso del indonesio, o bahasa Indonesia, como un idioma unificador y nacional. El indonesio se convirtió en el idioma oficial y se implementó en la educación, la administración pública y los medios de comunicación.
A pesar de esto, algunos indonesios mayores que crecieron durante el período colonial todavía pueden hablar neerlandés. Además, algunas instituciones educativas y culturales mantienen programas de estudio del neerlandés, aunque su alcance es limitado. Actualmente hay interés entre los jóvenes por aprender esta lengua (35 000 estudiantes anualmente matriculados).
Inglés
El inglés no es un idioma oficial en Indonesia, pero su uso se ha extendido en los últimos años debido a la globalización, el turismo y la influencia de la cultura occidental. El inglés se enseña en muchas escuelas como parte del currículo de idiomas extranjeros, y hay una creciente demanda de educación en inglés en el país.
El inglés también se utiliza en el ámbito académico y profesional, especialmente en universidades, empresas multinacionales y sectores relacionados con la tecnología y la innovación. Muchas empresas indonesias valoran el inglés como una habilidad importante en el mundo laboral.
Sin embargo, es importante tener en cuenta que el nivel de competencia en inglés puede variar ampliamente entre las personas y las regiones de Indonesia. En áreas rurales o entre la población más mayor, el conocimiento del inglés puede ser limitado.
Indonesia, ocupa el puesto 51 en dominio del inglés, con una puntuación inferior a la de la mayoría de sus vecinos del sudeste asiático; Singapur (3), Filipinas (14), Malasia (22) y Vietnam (41.º) según un English First Proficiency Index.
Otros Idiomas
En Indonesia se hablan otros idiomas como:  Árabe, Alemán, Francés, Japonés, Mandarín y Coreano. Estas lenguas están incluidas en el currículo educativo y pueden clasificarse como lenguas internacionales o adicionales.

## Lenguas en peligro de extinción
Al menos 100 de las más de 700 lenguas de Indonesia están en peligro de extinción. En 2009, se hablaban 726 idiomas en Indonesia, frente a 742 idiomas en 2007, esto hace a los  Indonesios la segunda población lingüística más grande del mundo después de Papúa Nueva Guinea. Ethnologue, afirma que 63 lenguas están desapareciendo y que "los únicos usuarios fluidos son las personas mayores"

## Sistema de escritura
En general, las lenguas lenguas Indonesias no se escriben en sistemas inventados por los nativos, sino en escrituras ideadas por hablantes de otras lenguas, como el tamil, el árabe y el latín. Por ejemplo, el malayo tiene una larga historia como lengua escrita y se ha traducido en escrituras brahmica, árabe y latina. El javanés se ha escrito en la escritura pallava del sur de la India, así como en un alfabeto árabe llamado pegon que incorpora sonidos javaneses, y en la escritura latina. Los caracteres chinos nunca se han utilizado para escribir idiomas indonesios, aunque los topónimos, nombres personales y nombres de bienes comerciales indonesios aparecen en informes e historias escritas para las cortes imperiales de China.